# Kamila Bezpalcová
Kamila Bezpalcová je česká modelka, fotomodelka, hosteska, komparzistka, personalistka a finalistka České Miss 2014.

## Život a kariéra
Pochází z Prahy. V letech 1997–2006 navštěvovala základní školu s rozšířenou výukou jazyků na sídlišti Lužiny. V letech 2006–2010 studovala na Českoslovanské akademii obchodní Dr. Edvarda Beneše na Praze 2 obor Ekonomické lyceum. Poté v letech 2010–2013 studovala na Univerzitě Jana Amose Komenského v Praze kombinovanou formu oboru Manažerská studia – řízení lidských zdrojů a získala titul Bc.
V roce 2014 se probojovala do finále České Miss 2014.